# Bröllopsfotografen
Bröllopsfotografen är en svensk dramakomedifilm från 2009 i regi av Ulf Malmros. Filmen hade svensk biopremiär i oktober 2009.

## Handling
Glesbygdsfabriken som Robin arbetar på läggs ner och han börjar istället arbeta som bröllopsfotograf. En skådespelare på dekis engagerar Robin till ett bröllop i Djursholm. Han passar inte direkt in och förälskar sig dessutom i brudens syster. Han gör allt för att passa in i det lite finare Djursholm men det går inte alltid så bra.

## Rollista

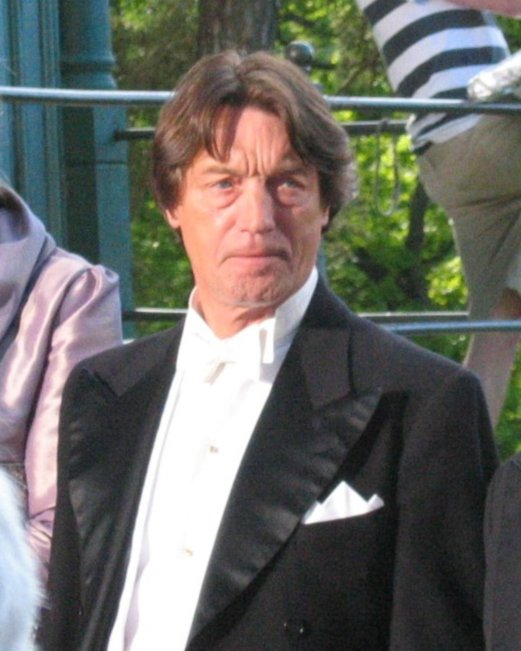
Johannes Brost som Claes i Bröllopsfotografen (2009).

- Björn Starrin – Robin
- Tuva Novotny – Astrid
- Kjell Bergqvist – Jonny
- Johannes Brost – Claes
- Tomas Tjerneld – Ove
- Lotta Tejle – Gunilla
- Johanna Strömberg – Malin
- Johan Andersson – Bobby
- Rebecca Scheja – bruden
- Anastasios Soulis – brudgummen
- Marianne Scheja – Cecilia
- Erik Lundin – bilhandlare
- Michael Nyqvist – skådespelare
- Jessica Liedberg – skådespelerska
- Pontus Olgrim – dopvärd
- Henrik Svalander – Reklamkille

## Produktion
Delar av filmen är inspelad i och omkring Trollhättan och Sjuntorp utanför Trollhättan. En av de inledande scenerna är inspelad i Brattås på Orust. Vigseln äger rum i Billingsfors kyrka i Dalsland.[källa behövs]

## Mottagande
Filmen fick positiv kritik i massmedia, exempelvis:
- Aftonbladet: 4/5[2]
- Expressen: 4/5[3]
- Metro: 3/5[4]
- Svenska Dagbladet: 4/6[5]
- Göteborgs-Posten: 3/5[6]
- Sydsvenskan: 3/5[7]
- Nerikes Allehanda: 4/5[8]

## Utmärkelser
2010 vann filmen två guldbaggar, Kjell Bergqvist för Bästa manliga biroll och Ulf Malmros för Bästa manuskript. Björn Starrin nominerades också för Bästa manliga huvudroll.